# Józef Gosławski
Józef Jan Gosławski (Polanówka, 24 de abril de 1908 - Varsovia, 23 de enero de 1963) fue un escultor y medallista polaco. Autor de monedas (por ejemplo 5 zł con pescador), monumentos (por ejemplo el monumento a Frédéric Chopin en Żelazowa Wola) y medallas (por ejemplo Año 1939). Galardonado de numerosos concursos artísticos; condecorado con, entre otras, la Cruz de Plata al Mérito de la República Popular de Polonia.

## Exposiciones

### Individuales

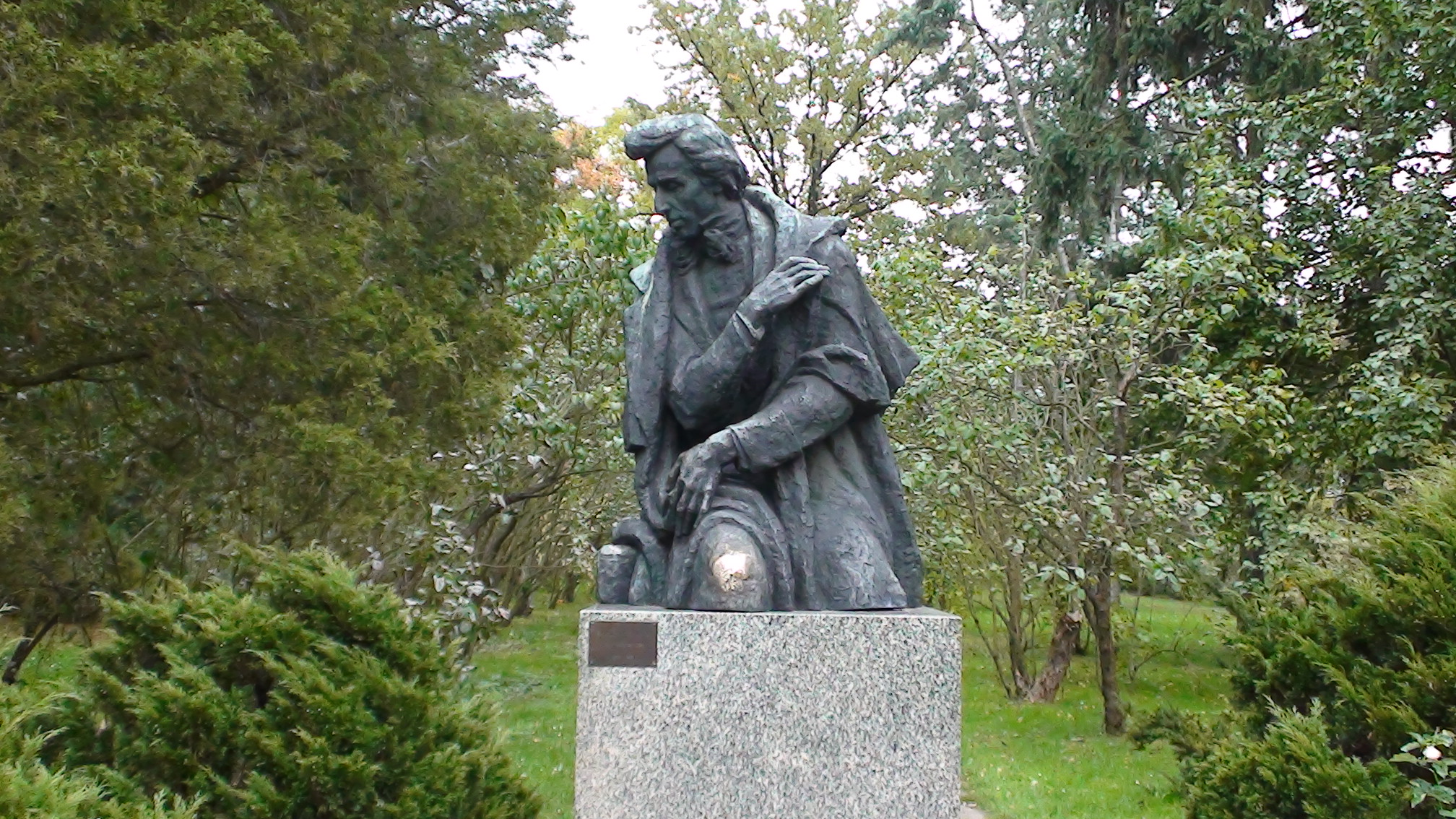
El Monumento a Frédéric Chopin en Żelazowa Wola

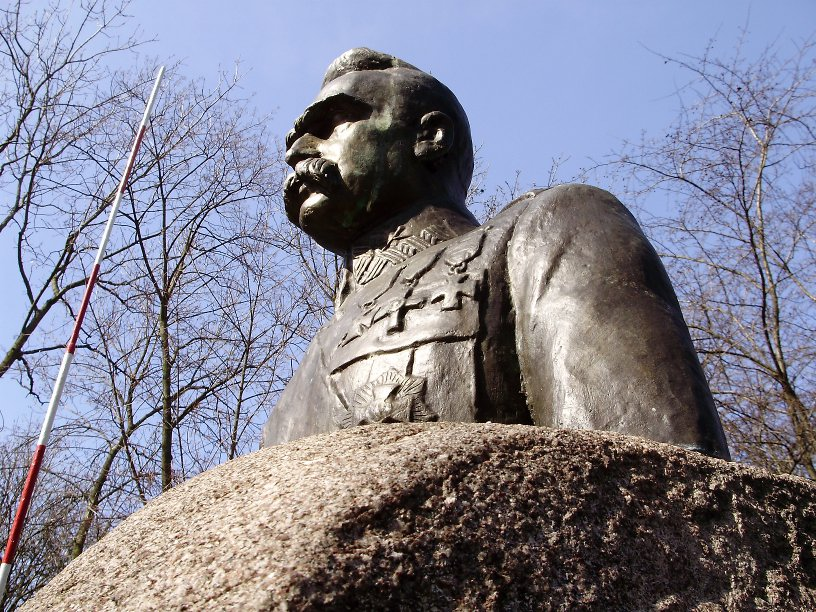
El Monumento a Józef Piłsudski en Turek

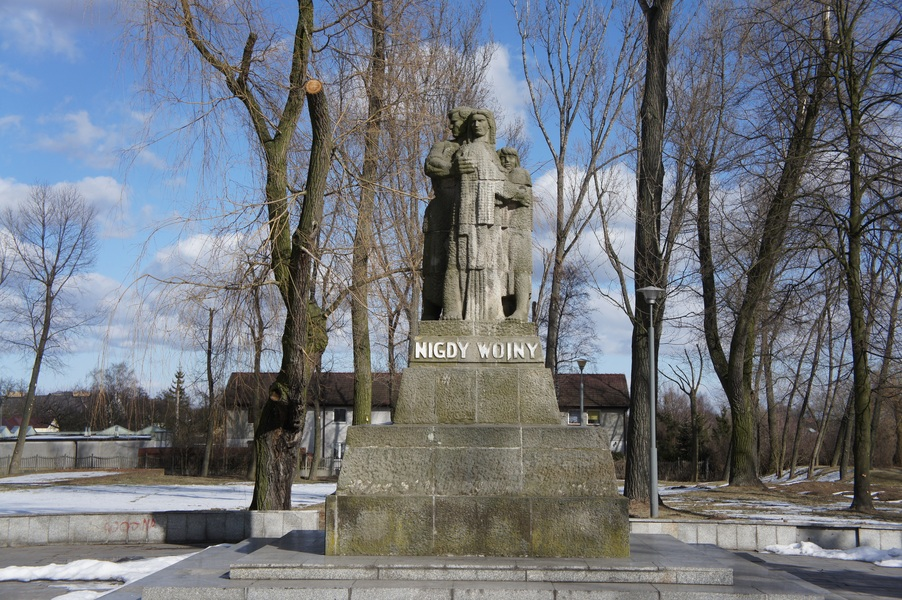
El Monumento Guerra nunca más en Luboń

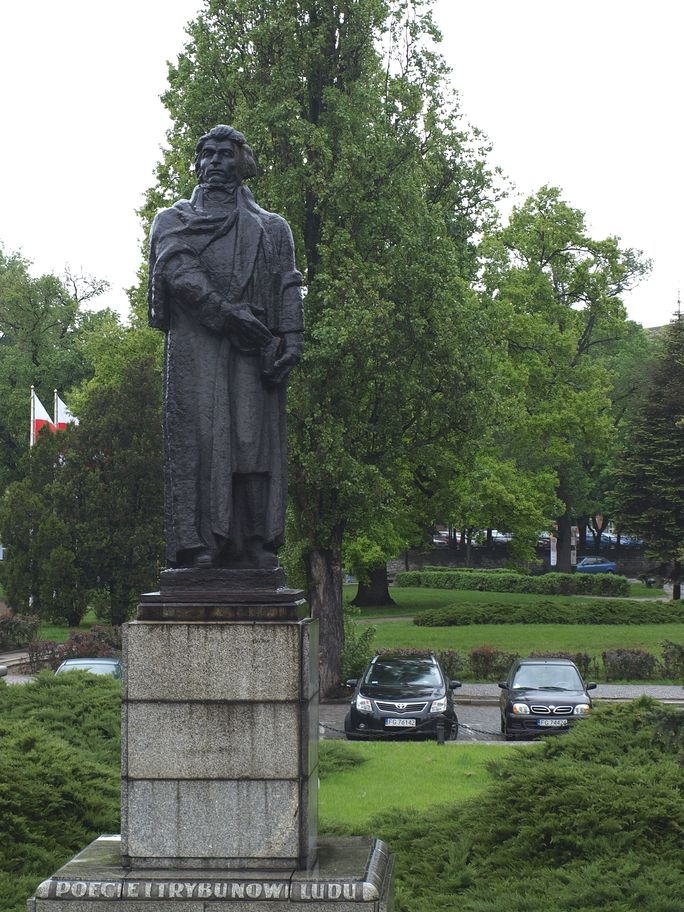
El Monumento a Adam Mickiewicz en Gorzów Wielkopolski

| Año       | Ciudad          | Institución                           | Cantidad de las obras |
| --------- | --------------- | ------------------------------------- | --------------------- |
| 1933      | Cracovia        | Palacio de las Artes                  | ?                     |
| 1960      | Budapest        | Ośrodek Kultury Polskiej              | 30                    |
| 1963      | Varsovia        | Dom Wojska Polskiego                  | 49                    |
| 1968      | Breslavia       | Cámara Municipal                      | 80                    |
| 1973      | Varsovia        | Centralne Biuro Wystaw Artystycznych  | 343                   |
| 1974      | Varsovia        | Galería Wojskowa DWP                  | 34                    |
| 1974      | Warka           | Muzeum im. Kazimierza Pułaskiego      | 56                    |
| 1974      | Bydgoszcz       | Museo regional                        | 18                    |
| 1987      | Lublin          | Museo regional                        | 76                    |
| 1995      | Kazimierz Dolny | Muzeum Nadwiślańskie - Galería Letnia | 80                    |
| 1996      | Bolesławiec     | Bolesławiecki Ośrodek Kultury         | 70                    |
| 1997      | Chełmno         | Museo regional                        | 50                    |
| 2000      | Konin           | Museo regional                        | 84                    |
| 2003      | Varsovia        | Galería Domu Artysty Plastyka         | 105                   |
| 2014      | Orońsko         | Centro de la Escultura Polaca         | ?                     |
| 2014/2015 | Varsovia        | Museo de la Escultura (Królikarnia)   | ?                     |

### Colectivas

#### Extranjeros
| Año       | Estado                        | Ciudad                | Institución   |
| --------- | ----------------------------- | --------------------- | ------------- |
| 1932      | Austria                       | Viena                 | Künstlerhaus  |
| 1936      | Italia                        | Roma                  | ?             |
| 1936      | Italia                        | Roma                  | ?             |
| 1950      | Checoslovaquia                | Praga                 | ?             |
| 1950      | Italia                        | Roma                  | ?             |
| 1959      | Italia                        | Catania               | ?             |
| 1959      | Austria                       | Viena                 | ?             |
| 1963/1964 | Unión Soviética               | Moscú-Minsk           | ?             |
| 1964      | Italia                        | Arezzo                | ?             |
| 1965      | República Democrática Alemana | Berlín-Erfurt-Leipzig | ?             |
| 1966      | Checoslovaquia                | Kralupe               | ?             |
| 1966      | Bulgaria                      | Sofía                 | ?             |
| 1966/1967 | Hungría                       | -                     | ?             |
| 1967      | Yugoslavia                    | -                     | ?             |
| 1967      | Finlandia Suecia Polonia      | -                     | ?             |
| 1967      | Francia                       | París                 | ?             |
| 1968      | Unión Soviética               | Moscú                 | ?             |
| 1969      | Hungría                       | Budapest              | ?             |
| 1971      | Francia                       | París                 | ?             |
| 1971      | Países Bajos                  | La Haya               | ?             |
| 1972      | República Democrática Alemana | Berlín                | ?             |
| 1985      | Checoslovaquia                | Praga                 | ?             |
| 2003      | Austria                       | Viena                 | Museo Leopold |

## Galería

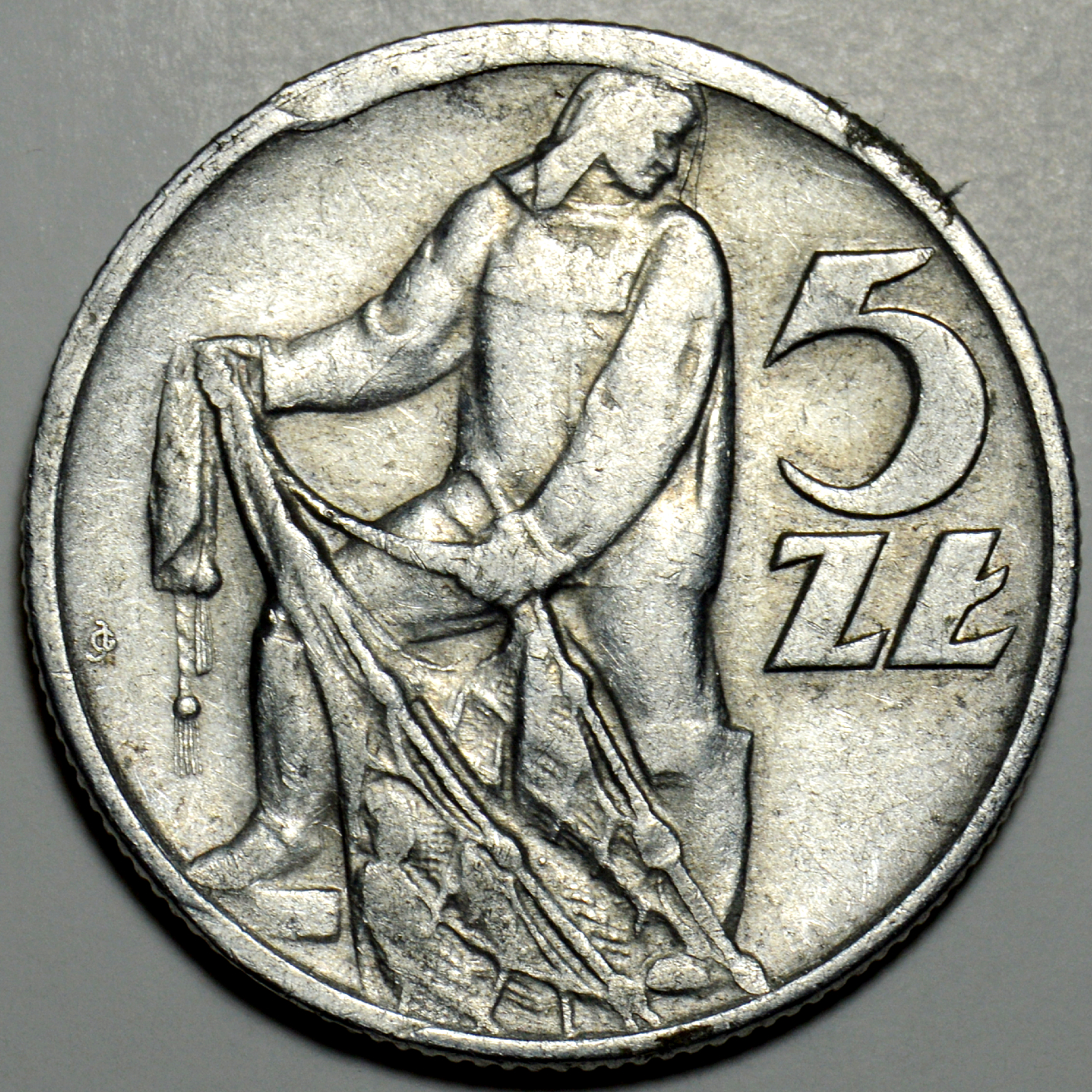
Moneda de 5 złotych del año 1959, cuyo reverso fue diseñado por Józef Gosławski.

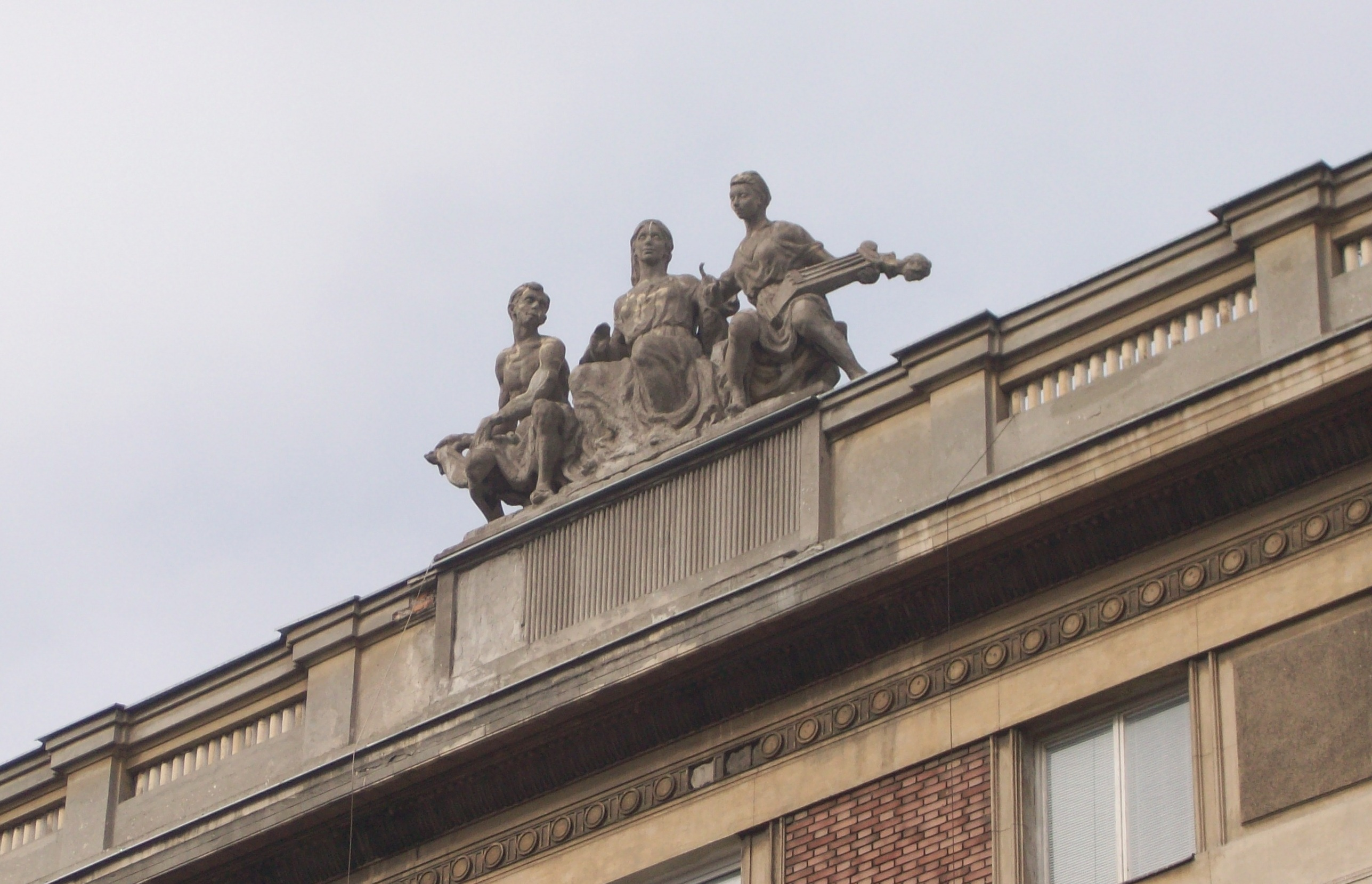
La Música en Varsovia (1952)
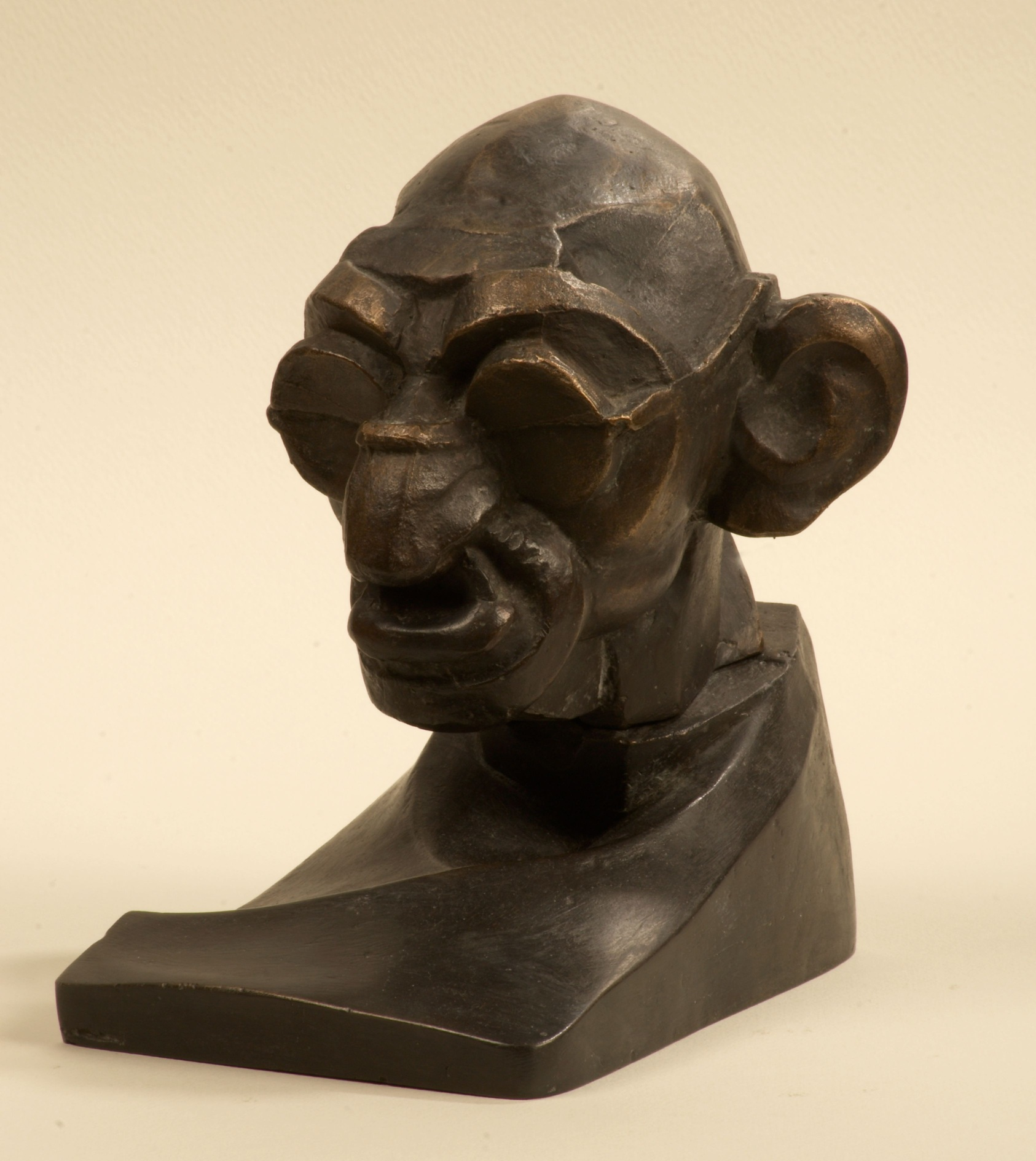
La caricatura de Mahatma Gandhi (1932)
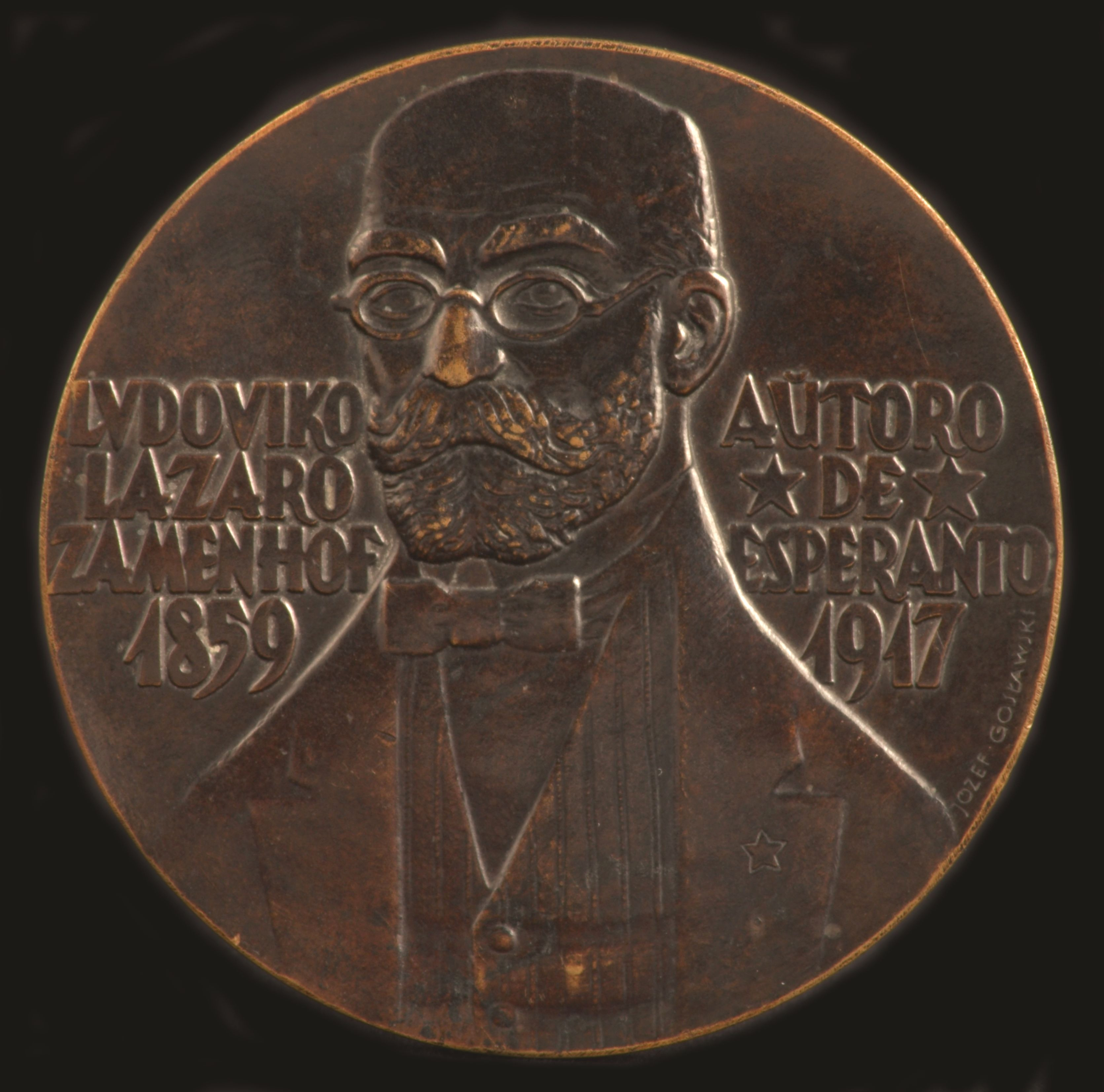
El anverso de la medalla con Ludwik Lejzer Zamenhof (1959)
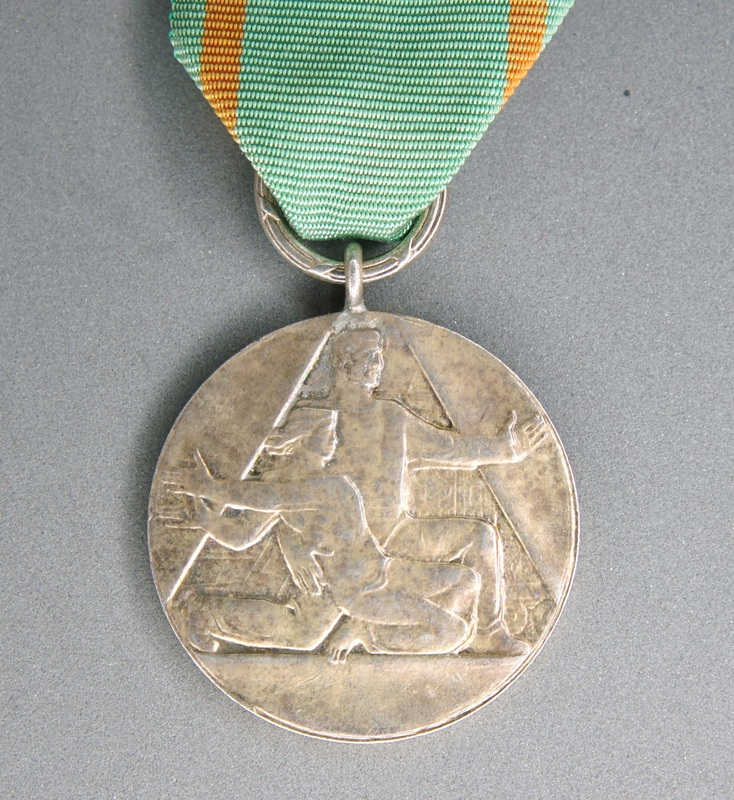
La Medalla por Sacrificio y Coraje -una condecoración civil polaca (1960)